# Liste der Naturdenkmale in Bobritzsch-Hilbersdorf
Die Liste der Naturdenkmale in Bobritzsch-Hilbersdorf nennt die Naturdenkmale in Bobritzsch-Hilbersdorf im sächsischen Landkreis Mittelsachsen.

## Definition
„Naturdenkmäler sind rechtsverbindlich festgesetzte Einzelschöpfungen der Natur oder entsprechende Flächen bis zu fünf Hektar, deren besonderer Schutz erforderlich ist
1. aus wissenschaftlichen, naturgeschichtlichen oder landeskundlichen Gründen oder
2. wegen ihrer Seltenheit, Eigenart oder Schönheit.“

„§ 18 – Naturdenkmäler – (zu § 28 BNatSchG)
(1) Die Erklärung nach § 22 Abs. 1 BNatSchG von Teilen von Natur und Landschaft als Naturdenkmal erfolgt durch Rechtsverordnung oder Einzelanordnung.
(2) Über § 28 Abs. 1 BNatSchG hinaus können Naturdenkmäler zur Sicherung von Lebensgemeinschaften oder Lebensstätten von im Bestand gefährdeten oder streng geschützten Arten festgesetzt werden.“

## Naturdenkmale
Link zu einem Kartenansichtstool, um Koordinaten zu setzen.
| Bild                          | Bezeichnung                                       | Lage                                                    | Beschreibung                   | Datum       | Nummer  |
| ----------------------------- | ------------------------------------------------- | ------------------------------------------------------- | ------------------------------ | ----------- | ------- |
| mehr Fotos \| Fotos hochladen | Luther-Buche auf dem Friedhof in Niederbobritzsch | Niederbobritzsch (50° 53′ 57,7″ N, 13° 26′ 9,7″ O)      | Buche – Fagus                  | 8. 12. 2005 | ND 005  |
| mehr Fotos \| Fotos hochladen | Hainbuche in Oberbobritzsch                       | Oberbobritzsch (50° 52′ 44,5″ N, 13° 27′ 37,9″ O)       | Hainbuche – Carpinus betulus   | 8. 12. 2005 | ND 006  |
| mehr Fotos \| Fotos hochladen | Zwei Schwarz-Pappeln in Oberbobritzsch            | Oberbobritzsch (50° 51′ 26,8″ N, 13° 27′ 50,7″ O)       | Schwarzpappeln (Populus nigra) | 8. 12. 2005 | ND 007  |
| mehr Fotos \| Fotos hochladen | Schwarz-Pappel in Oberbobritzsch                  | Oberbobritzsch (50° 51′ 25,1″ N, 13° 27′ 51,8″ O)       | Schwarzpappeln (Populus nigra) | 8. 12. 2005 | ND 008  |
| mehr Fotos \| Fotos hochladen | Torwächter-Linden in Oberbobritzsch               | Oberbobritzsch (50° 51′ 31,4″ N, 13° 28′ 11,3″ O)       | Linde – Tilia                  | 8. 12. 2005 | ND 009  |
| BW                            | Trägers Teich                                     | Oberbobritzsch (50° 52′ 45,6″ N, 13° 27′ 53,5″ O)       | FND                            | 19.06.1996  | fg: 016 |
| BW                            | Weichelts Teich                                   | Oberbobritzsch (50° 50′ 49,3″ N, 13° 28′ 13,9″ O)       | FND                            | 19.06.1996  | fg: 017 |
| BW                            | Schwarzer Teich                                   | Bobritzsch-Hilbersdorf (50° 53′ 13,7″ N, 13° 24′ 51″ O) | FND                            | 19.06.1996  | fg: 018 |
| BW                            | Scheibenwiese Teil I                              | Niederbobritzsch (50° 53′ 6,6″ N, 13° 24′ 58,6″ O)      | FND                            | 6.09.1995   | fg: 019 |
| BW                            | Scheibenwiese Teil II                             | Niederbobritzsch (50° 53′ 0,1″ N, 13° 25′ 3,8″ O)       | FND                            | 6.09.1995   | fg: 020 |
| BW                            | Feldgehölz                                        | Niederbobritzsch (50° 53′ 33,6″ N, 13° 27′ 6,8″ O)      | FND                            | 13.03.1996  | fg: 030 |
| BW                            | Steinbruch Niederbobritzsch                       | Niederbobritzsch (50° 55′ 18,1″ N, 13° 25′ 34,2″ O)     | FND                            | 25.09.1996  | fg: 045 |
| BW                            | Steinbruch Buchberg                               | Naundorf (50° 55′ 45,1″ N, 13° 25′ 32,3″ O)             | FND                            | 25.09.1996  | fg: 046 |
| BW                            | Bachtälchen an der B 173                          | Naundorf (50° 55′ 42,3″ N, 13° 24′ 13,6″ O)             | FND                            | 25.09.1996  | fg: 047 |
| BW                            | Alte Dynamit                                      | Hilbersdorf (50° 53′ 53,5″ N, 13° 23′ 37,1″ O)          | FND                            | 11.01.1990  | fg: 076 |